# Hans Heinz Hahnl
Hans Heinz Franz Hahnl (* 29. März 1923 in Oberndorf in der Ebene bei Herzogenburg in Österreich; † 18. Februar 2006 in Wien) war ein österreichischer Journalist und Schriftsteller.

## Leben
Hans Heinz Hahnl wurde am 29. März 1923 als Sohn von Franz Hahnl, konfessionsloser Revident bei den Österreichischen Bundesbahnen, und dessen Ehefrau, der Jüdin Bertha Hahnel, geborene Posamentier (adoptierte Steiner), in Oberndorf in der Ebene bei Herzogenburg geboren und am 10. Mai 1923 auf den Namen Hans Heinz Franz getauft.
Nach Schulbesuchen in Krems und Wien und der Matura studierte Hahnl ab 1945 Germanistik und Theaterwissenschaften an der Universität Wien, wo er 1947 zum Dr. phil. promoviert wurde. Im Juni 1948 heiratete er in erster Ehe standesamtlich in Wien-Meidling und trat rund elf Jahre später, am 5. März 1959, aus der katholischen Kirche aus.
Hans Heinz Hahnl war von 1947 bis 1988 als Journalist bei der Wiener Arbeiter-Zeitung tätig, anfangs als Gerichtsreporter, später als langjähriger verantwortlicher Redakteur des Kulturressorts.
Hahnl verfasste Hörspiele für den ORF, war als Theaterkritiker für Die Bühne tätig und schrieb literaturkritische Artikel für die Neue Zürcher Zeitung und den Kölner Stadtanzeiger. Zu Beginn seiner Laufbahn veröffentlichte er außerdem lyrische Gedichte in dem Periodikum Plan (Herausgeber Otto Basil).
1952 erschien sein erster Erzählband, Die verbotenen Türen. Als Romanautor trat Hahnl ab 1978 hervor.
Hahnl war Mitglied des Österreichischen P.E.N. Clubs sowie des Österreichischen Schriftstellerverbandes und lebte in Wien.
Am 18. Februar 2006 starb er im Alter von 82 Jahren in Wien-Hietzing und wurde am 1. März 2006 am Wiener Zentralfriedhof (Gruppe 14 C, Nr. 26) bestattet.

## Rezeption
Dem rumänien-deutschen Schriftsteller Adrian Löw gelingt es seinem 1981 während der Ceausescu-Zeit veröffentlichten Gedichtband „Nebengleis“ an der Zensur vorbei das folgende Zitat Hahnls seinem Gedichtband voranzustellen „unentwegt aufgerufen, mich gesellschaftlich zu artikulieren, meine soziale Position zu erkennen und mein Missverständnis mit der Zeit preiszugeben, ziehe ich mich in das Schneckenhaus privater Unverbindlichkeit zurück“ – was als eine deutliche Absage an das herrschende Regime verstanden werden durfte.

## Werke (Auswahl)
- Jugend vor Gericht. In: Österreichischer Gewerkschaftsbund: Gewerkschaftskalender. Verlag des Österreichischen Gewerkschaftsbundes, Wien 1959, ZDB-ID 532626-6, S. 53–59.
- Robert Musil, — (Hrsg.): Utopie Kakanien. Ein Querschnitt durch den Roman „Der Mann ohne Eigenschaften“. Stiasny-Bücherei, Band 103. Stiasny, Graz/Wien 1962, OBV.
- Der byzantinische Demetrius. Hörspiel, 1969. [5]
- Die verbotenen Türen. Erzählung (= Junge österreichische Autoren. Band 8). Jungbrunnenverlag, Wien 1952, OBV.
- Der byzantinische Demetrius. Drama (= Profile und Facetten. Band 5). Bergland-Verlag, Wien 1972, OBV.
- In Flagranti entwischt. Gedichte (= Lyrik aus Österreich. Band 1). Grasl-Verlag, Baden bei Wien 1976, OBV.
- Was die Schwester erzählte. Hörspiel, 1978. [6]
- Roman-Trilogie

1. Die Einsiedler des Anninger. Roman. Europaverlag, Wien 1978, ISBN 3-203-50658-0.
2. Die Riesen vom Bisamberg. Roman. Europaverlag, Wien 1979, ISBN 3-203-50709-9.
3. Die verschollenen Dörfer. Roman. Europaverlag, Wien 1980, ISBN 3-203-50740-4.

- Das Geheimnis des Mithras-Kultes. – Regie: Ferry Bauer. Hörspiel des ORF-Landesstudios Oberösterreich, 1980. [7]
- Aus dem Leben eines Biedermeier-Einsiedlers. Die Funkerzählung. Radiosendung, 1980, OBV.
- Das Geheimnis der Wilis. Roman. Europaverlag, Wien 1982, ISBN 3-203-50809-5.
- Shakespeares Hund. Gedichte. Lyrik aus Österreich, Band 27. Grasl, Baden bei Wien 1983, OBV.
- Verweile doch. Roman. Europaverlag, Wien 1983, ISBN 3-203-50835-4.
- Vergessene Literaten. 50 österreichische Lebensschicksale; Essays. Österreichischer Bundesverlag, Wien 1984, ISBN 3-215-05461-2.
- — (Hrsg.): Wiener Lust. Eine Anthologie österreichischer erotischer Literatur. Löcker, Wien 1989, ISBN 3-85409-164-8. (2. Auflage: Kremayr & Scheriau, Wien 1993, ISBN 3-218-00573-6).
- Hofräte, Revoluzzer, Hungerleider. 40 verschollene österreichische Literaten; Essays. Verlag „Wiener Journal“, Wien 1990, ISBN 3-900379-47-5. – Inhaltsverzeichnis online (PDF).
- Lust nach Noten. Eine Anthologie erotischer Literatur zu Musik und Theater. Löcker, Wien 1992, ISBN 3-85409-178-8.
- Robert Müller, — (Hrsg.): Werkausgabe in Einzelbänden. Der Barbar. Roman. 1. Auflage. Igel-Verlag Literatur, Paderborn 1993, ISBN 3-927104-38-8.
- Hexeneinmaleins. Roman. Verlag der österreichischen Staatsdruckerei, Wien 1993, ISBN 3-7046-0412-7.
- Romane in fünf Sätzen. Literaturedition Niederösterreich, St. Pölten 1993, ISBN 3-901117-16-4.
- Der Tod des Grafen Ortiz. Roman. Edition Atelier, Wien 1994, ISBN 3-900379-99-8.
- Erinnerungen eines Durchschnittsessers. Roman. Sisyphus, Klagenfurt 1997, ISBN 3-9500149-6-8.
- Velis Abschied. Literaturredaktion Niederösterreich, St. Pölten 1997, ISBN 3-901117-30-X.
- Velis Literaturzweifel. Grasl, Baden bei Wien 1997, ISBN 3-901117-30-X.
- Velis Land. Gedichte. Lyrik aus Österreich, Band 76. Grasl, Baden bei Wien 1998, ISBN 3-85098-239-4.
- Autobiographie meiner Epoche. Books on Demand, Norderstedt 2002, ISBN 3-8311-2012-9.
- —, Nils Jensen (Hrsg.): Hans Heinz Hahnl. Ausgewählte Gedichte. Podium-Porträt, Band 11. Podium, St. Pölten 2003, ISBN 3-902054-21-2.

## Auszeichnungen, Ehrungen, Preise
- 1971 Förderungspreis des Landes Niederösterreich für Literatur
- 1973 Preis des Wiener Kunstfonds für Literatur
- 1974 Preis der Stadt Wien für Publizistik
- 1977 Buchprämie der Republik Österreich [8]
- 1979 Buchprämie der Republik Österreich
- 1979 Würdigungspreis des Landes Niederösterreich für Literatur
- 1981 Berufstitel Professor
- 1982 Buchprämie der Republik Österreich
- 1983 Ehrenmedaille der Bundeshauptstadt Wien in Silber
- 1986 Österreichischer Staatspreis für Kulturpublizistik
- 1987 Robert-Musil-Medaille der Stadt Klagenfurt
- 1998 Literaturpreis des Niederösterreichischen Kulturforums